# جئورجتا هورموزاکی
جئورجتا هورموزاکی (به انگلیسی: Georgeta Hurmuzachi) ژیمناست زادهٔ ۲۳ ژانویهٔ ۱۹۳۶ میلادی اهل کشور رومانی است.